# Maignelay-Montigny
Maignelay-Montigny è un comune francese di 2 616 abitanti situato nel dipartimento dell'Oise della regione dell'Alta Francia.

## Società

### Evoluzione demografica
Abitanti censiti